# Aethecerinus hornii
Aethecerinus hornii – gatunek chrząszcza z rodziny kózkowatych. 

## Zasięg występowania
Ameryka Północna, występuje na Florydzie.

## Biologia i ekologia
Żeruje na dębach.